# Sistema de salud en Colombia
El sistema de salud en Colombia es una parte del Sistema de seguridad social de Colombia, regulado por el gobierno, por intermedio del  Ministerio de la Salud y Protección Social.
El sistema general de seguridad social integral vigente en Colombia estáy por la Ley 100, expedida el 23 de diciembre de 1993. Colombia para el año 2000 se encontraba en el puesto 22 de 191 países, por su desempeño general del sistema de salud según un informe de la Organización Mundial de la Salud. A pesar de ello durante varios años se ha hablado de la necesidad de una reforma puesto que el sistema no cuenta con una capacidad financiera adecuada, además existen varias controversias acerca de la transparencia con que se manjan los recursos, las deudas de las EPS a los hospitales y personal de la salud, la integración vertical, la constante intervención y liquidación de EPSes que deben hacer los gobiernos para sostener el aseguramiento, la generosa oferta a los pacientes en algunos costosos procedimientos y medicamentos que terminan por agravar los problemas financieros, además de la falta de un adecuado programa de prevención que evite enfermedades y muertes; entre muchos otros problemas.
El sistema de salud colombiano tiene la característica de estar formado por dos sistemas coexistentes: el régimen contributivo (privado) y el régimen subsidiado (gratuito) por medio del Sisbén. Ambos regímenes proporcionan cobertura universal, acceso por igual a medicamentos, procedimientos quirúrgicos, servicios médicos y odontológicos.
El Ministerio de Salud y Protección Social es el responsable de desarrollar políticas en materia de salud, así como el encargado de regular la salud en el país. La Entidad promotora de salud (EPS) son empresas regionales de sanidad que se encargan de implementar los objetivos fijados por el Ministerio de Salud, de desarrollar las líneas maestras y sus protocolos, y también de supervisar la actuación de los cuidados en salud. Para cumplir con sus responsabilidades las EPS deben conformar una red de servicios para lo cual cualquier entidad promotora de salud puede contratar a clínicas, hospitales o un Instituto prestador de salud (IPS) de forma independiente y autónoma o pueden garantizar el acceso a los servicios con su propia red. Además deben contratar un porcentaje determinado mínimo con instituciones prestadoras de servicios públicos.
El sistema de salud colombiano es descentralizado, las fuentes de financiación de la salud son principalmente del Sistema General de Participaciones (SGP), los aportes de empleadores y trabajadores al régimen contributivo que se administran por la Administradora de los Recursos del Sistema General de Seguridad Social en Salud (ADRES), y los recursos obtenidos en los juegos de suerte y azar administrados por Coljuegos, también existen otras fuentes de financiación de menor envergadura.
Según datos del viceministerio de salud en febrero de 2022, el país cuenta con una afiliación al sistema del 99% de su población.

## Historia
A grandes rasgos el sistema de salud en Colombia que precedió al actual se puede distribuir en tres etapas.
La primera de ellas vio sus inicios tras la promulgación de la Constitución de 1886 hasta mediados de la década de 1950 y en donde prevaleció lo que se ha denominado «modelo higienista». Bajo este modelo, las acciones de salubridad pública se limitaba a atender aspectos de carácter sanitario, mientras que la atención preventiva y curativa en salud venían a ser financiadas por los usuarios y por algunas instituciones de caridad. En 1950 se crea la Caja Nacional de Previsión que se encargaba de atender la salud de los empleados públicos y en 1950, se crea el Instituto Colombiano de Seguros Sociales (después Instituto de Seguros Sociales) que atendía a los empleados del sector privado con empleo formal.
La segunda etapa, que inició en la década de 1970 hasta 1989, se desarrolla bajo la creación del Sistema Nacional de Salud bajo el esquema de «subsidios a la oferta». Bajo este régimen los recursos del gobierno central para salud eran transferidos directamente a la red de hospitales públicos del país. sin embargo, este sistema no era suficiente para proporcionar una atención integral en salud a la población de bajos recursos.
La tercera y última etapa se inicia en 1990, con la expedición de la Ley 10. Este periodo se prorrogó hasta 1993 con la expedición de la Ley 100 de 1993, bajo los principios de la Constitución Política de 1991.

## Estructura del Sistema
El sistema en salud está compuesto básicamente por tres entes:
El estado(Gobierno): actúa como ente de coordinación, dirección y control. Sus organismos son: El Ministerio de la Salud y Protección Social (Colombia).
Los aseguradores: Son entidades privadas que aseguran a la población, actúan como intermediarias y administradoras de los recursos que provee el estado en forma de prima anual denominada Unidad de Pago por Capitación -UPC-. Son las entidades promotoras de salud (EPS) y las administradoras de riesgos laborales (ARL).
Los prestadores: son las Instituciones prestadoras de salud (IPS), son los hospitales, clínicas, laboratorios, etc. Que prestan directamente el servicio a los usuarios y aportan todos los recursos necesarios para la recuperación de la salud y la prevención de la enfermedad, los profesionales independientes de salud (médicos, enfermeros, etc.) y los transportadores especializados de pacientes (ambulancias).

## Entidades aseguradoras
- En el Sistema general de Seguridad Social en Salud de Colombia las entidades responsables de administrar los riesgos relacionados con salud por enfermedad general o por enfermedad y accidentes laborales son:
  - Entidad Promotora de Salud (EPS): su función es organizar y garantizar, la prestación de los servicios de salud que se encuentran en el POS (Plan Obligatorio de Salud) y son las responsables de la gestión de riesgos derivados de la enfermedad general o no ocupacional. Es posible vincularse a salud por medio de dos modelos de aseguramiento, mediante el sistema del régimen contributivo y el de régimen subsidiado, en el primero están vinculados todos los empleados y empleadores con capacidad de pago quienes hacen un aporte mensual para salud y pensión y el régimen subsidiado cobija a todas las personas pobres y vulnerables en donde los servicios de salud están amparados con los recaudos de solidaridad de los demás entes participantes en el sistema. La EPS contributiva o la EPS subsidiada son las responsables de la afiliación, el registro de los afiliados y el recaudo de sus aportes. Las EPS contratan la prestación de los servicios de salud con las IPS (hospitales, clínicas, laboratorios, etc.). La Superintendencia de Salud define cuales organizaciones privadas califican como empresas promotoras de salud (EPS) basándose en la infraestructura, capital, número de usuarios afiliados, funcionalidad y cubrimiento. Las EPS deben garantizar a sus afiliados el POS y para cumplir con esa obligación deben conformar una red de servicios con sus propias instituciones de salud o contratando servicios con otras empresas prestadoras de salud o IPS.
  - Administradoras de Riesgos Laborales (ARL): son las responsables de cubrir los eventos derivados de riesgos ocupacionales o de trabajo y todo empleador tiene la obligación de afiliar a sus empleados a una ARL. El valor total del aporte le corresponde al empleador. Con esa afiliación se cubren todos los gastos de salud que ocasionen los accidentes o enfermedades laborales, así como el pago de los días de incapacidad. La atención de los accidentes o enfermedades será realizada por la EPS a la que se encuentre afiliado quien cobrará los gastos ocasionados a la ARL.

## Instituciones prestadoras de servicios
Las Instituciones prestadoras de servicios de salud (IPS) y las instituciones prestadoras de servicios de salud indígena (IPSI) son los hospitales, clínicas, laboratorios, consultorios, etc. que prestan el servicio de salud. Pueden ser públicas o privadas. Para efectos de clasificación en niveles de complejidad y de atención se caracterizan según el tipo de servicios que habiliten y acreditan, es decir su capacidad instalada, tecnología y personal y según los procedimientos e intervenciones que están en capacidad de realizar. Según estudio del Ministerio de la Protección Social, de las IPS reportantes, el 84,3% corresponden al primer nivel de atención, el 13,4% al segundo nivel y el 2,3% al tercer nivel de atención según sus características:

### Niveles de complejidad
Baja complejidad: Son aquellas instituciones que habilitan y acreditan en su mayoría servicios considerados de baja complejidad y se dedican a realizar intervenciones y actividades de promoción de la salud y prevención de la enfermedad, consulta médica y odontológica], internación, atención de urgencias, partos de baja complejidad y servicios de ayuda diagnóstica básicos en lo que se denomina primer nivel de atención. 
Mediana complejidad: Son instituciones que cuentan con atención de las especialidades básicas como lo son pediatría, cirugía general, medicina interna, ortopedia y ginecobstetricia con disponibilidad las 24 horas en internación y valoración de urgencias, además ofrecen servicios de consulta externa por especialista y laboratorios de mayor complejidad, en lo que es el segundo nivel de atención.
Alta complejidad: Cuentan con servicios de alta complejidad que incluyen especialidades tales como neurocirugía, cirugía vascular, neumología, nefrología, dermatología, etc. con atención por especialista las 24 horas, consulta, servicio de urgencias, radiología intervencionista, medicina nuclear, unidades especiales como cuidados intensivos y unidad renal. Estas Instituciones con servicios de alta complejidad atienden el tercer nivel de atención, que incluye casos y eventos o tratamientos considerados como de alto costo en el POS.

## Financiación del Sistema

### Atención de enfermedad común y accidentes no laborales
Actualmente se usa el sistema para atención de lo relacionado con enfermedad general y, con riesgos no laborales el gobierno destina los recursos en salud los cuales son manejados por la 'Administradora de los Recursos del Sistema General de Seguridad Social en Salud' (ADRES) creado a partir del Decreto 1429 del 1 de septiembre de 2016 como una cuenta adscrita al Ministerio de Salud manejada por encargo fiduciario y quien es la encargada de realizar una distribución a cada una de sus subcuentas para cubrir todos los frentes del sistema de seguridad social. El proceso para descargar un certificado de afiliación está disponible a través de la plataforma de la ADRES. El ADRES Administradora de los Recursos del Sistema General de Seguridad Social en Salud' entra en reemplazo del antiguo Fondo de Solidaridad y Garantía (FOSYGA)
antiguamente se usaba el sistema para atención de lo relacionado con enfermedad general y, con riesgos no laborales el gobierno destina los recursos en salud los cuales eran manejados por el Fondo de Solidaridad y Garantía (FOSYGA) creado a partir del artículo 218 de la ley 100 de 1993 y el artículo 1 del Decreto 1283 del 23 de julio de 1996 como una cuenta adscrita al Ministerio de Salud manejada por encargo fiduciario y quien es la encargada de realizar una distribución a cada una de sus subcuentas para cubrir todos los frentes del sistema de seguridad social. A continuación se hace referencia a cada una de las subcuentas que tenía el FOSYGA:
- Subcuenta ECAT: Esta subcuenta subsana el costo de las atenciones de las víctimas de accidentes de tránsito a través del SOAT y las víctimas de eventos catastróficos y terroristas. El SOAT cubre, la atención integral de hospitalización, suministro de medicamentos, pago de procedimientos, servicios diagnósticos y rehabilitación que requiere el paciente hasta completar un monto de 800 salarios mínimos legales vigentes, si la atención del paciente sobrepasa este monto el sobrecosto estará a cargo de la EPS a la cual se encuentre afiliado el usuario. El médico tratante en el servicio de urgencias debe diligenciar un formulario para este tipo de accidentes el cual debe anexarse junto con la copia del SOAT para el respectivo cobro al Fosyga.
- Subcuenta compensación: Recauda el valor de la compensación en el régimen contributivo, entendiéndose como compensación el descuento de las cotizaciones recaudadas por las EPS y demás entidades obligadas a compensar derivadas de los descuentos en salud y pensión que se realizan a los empleados y empleadores. La subcuenta de compensación financia el régimen contributivo mediante el pago de UPC (Unidad de pago por capitación), es decir la CRES fija una tarifa fija para la UPC la cual se reconoce por un usuario afiliado, de esta forma el Fosyga con recursos de esta cuenta gira a cada una de las EPS el valor de UPC proporcional a la cantidad de afiliados independientemente si éstos utilizan los servicios o no.
- Subcuenta solidaridad: Recauda los recursos aportados por todos los actores del sistema con destino al régimen subsidiado (una parte <1,5 de la cotización a EPS> es aportada por todas las personas afiliadas al régimen contributivo). Los recursos que administra la subcuenta tienen por objeto permitir la afiliación de la población pobre y vulnerable a este régimen mediante un subsidio a la demanda consistente en el pago de la prima o UPC a las EPS del Régimen subsidiado. Entre más recursos obtenga ésta cuenta se aumentará la cobertura y universalidad logrando afiliar a la mayor población pobre y vulnerable en el régimen subsidiado.
- Subcuenta promoción: Financia las actividades de educación, información y fomento de la salud y de prevención de la enfermedad, las cuales se encuentran en el Plan de Atención Básica – PAB.

En los regímenes exceptuados del Sistema General como son los de las Fuerzas Armadas, Fondo Nacional del Magisterio, Ecopetrol y universidades, la financiación no es provista por el Fosyga sino por fondos específicos de cada régimen exceptuado, aunque estos deben aportar recursos para la subcuenta de solidaridad con que se financia el Régimen Subsidiado del Sistema General.

### Atención de enfermedad y accidentes laborales
Para atención de riesgos laborales y de eventos, accidentes o enfermedades de origen ocupacional los recursos provienen del Fondo de Riesgos Laborales, alimentado con aportes patronales según la clasificación del riesgo de cada empresa. Este fondo es administrado por el Ministerio de Trabajo.

## Beneficios del Sistema

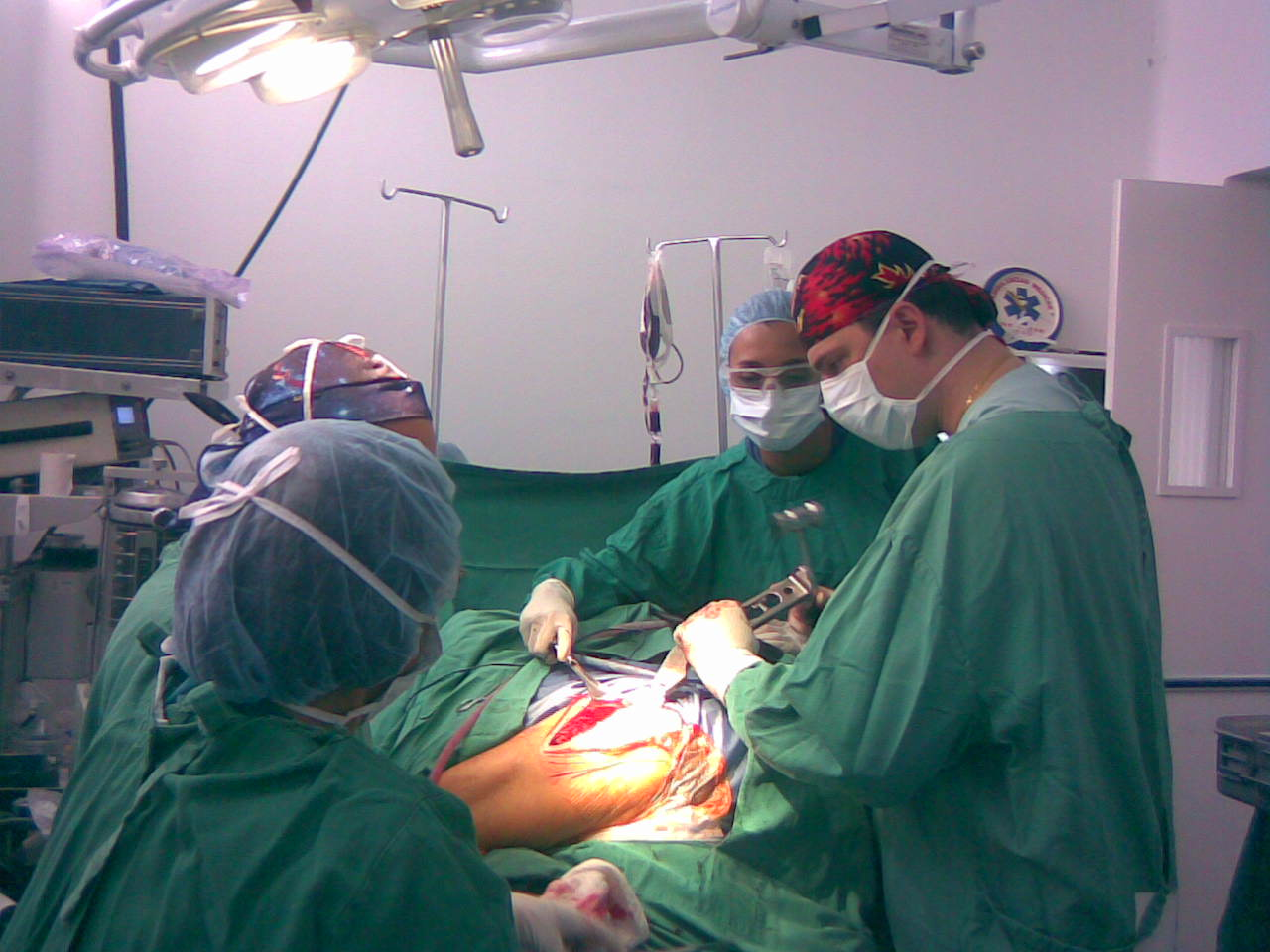
Procedimiento quirúrgico de la especialidad de ortopedia.

Están organizados en planes de beneficios:
- Plan de Atención Básica: denominado posteriormente Plan Nacional de Salud Pública configurado por acciones gratuitas y primordialmente colectivas de promoción de la salud, prevención de la enfermedad y en algunos casos acciones individuales de diagnóstico y tratamiento de algunas enfermedades de interés en salud pública, provistas por la red pública de prestadores y administrado por las entidades territoriales.
- Plan Obligatorio de Salud: del régimen contributivo y del régimen subsidiado, compuesto principalmente por acciones individuales de prevención primaria, secundaria y terciaria. Están a cargo de las EPS.
- Planes Adicionales de Salud: financiados voluntariamente por los usuarios que deben complementar en el POS con prestaciones suntuarias o de mayor tecnología. Son los planes de medicina pre pagada, planes complementarios y pólizas de hospitalización y cirugía, provistos por empresas registradas para ese propósito.
- Seguro obligatorio de accidentes de tránsito -SOAT-:Cubre eventos de origen en accidentes de tránsito hasta un monto determinado y en forma complementaria al POS. Provistos por compañías de seguros autorizadas hasta un monto definido después del cual son financiados por la subcuenta específica de atención de Eventos Catastróficos y Accidentes de tránsito - ECAT- del Fosyga.
- Cobertura de riesgos laborales: Cubre todo evento o enfermedad de origen ocupacional sin los límites del POS. Son garantizados por las Administradoras de Riesgos Laborales-ARL-.
- Atención de eventos catastróficos: cubre eventos definidos como catastróficos (inundaciones, terremotos, etc.) con recursos específicos para tal fin y en forma complementaria al POS. Son financiados por el Fosyga mediante la subcuenta ECAT.
- Otros:planes de cobertura provistos a la población víctima de desplazamiento forzado y la población internada en establecimientos carcelarios que usualmente son suplementarios al POS. Aquí también se deben considerar las acciones de atención con tecnología en salud no cubierta por el POS y la atención de personas no afiliadas a un régimen de seguridad social en salud, que son provistas en la red pública a cargo de las entidades territoriales (distritos, departamentos y municipios)  y financiadas con los denominados recursos de subsidio a la demanda. Actualmente se le conoce como plan de intervenciones colectivas PIC.

## Plan Obligatorio de Salud (POS)
El Plan Obligatorio de Salud, es el conjunto de servicios de atención en salud a los que tiene derecho un usuario, cuya finalidad es la protección de la salud, la prevención y curación de enfermedades, incluye el suministro de medicamentos para el afiliado y su grupo familiar junto al reconocimiento de indemnizaciones en caso de incapacidad por enfermedad y maternidad. La definición del POS estaba a cargo de la Comisión de Regulación en Salud (CRES) hasta diciembre de 2012 cuando dicha entidad fue liquidada y sus funciones fueron asumidas por el Ministerio de Salud y Protección Social. A partir del 1 de febrero de 2017 el POS pasó a ser un plan de exclusión en el cual no se incluyen:
1. Tecnologías en salud consideradas como cosméticas, estéticas, suntuarias o de embellecimiento, así como la atención de sus complicaciones, salvo la atención inicial de urgencias.
2. Tecnologías en salud de carácter experimental o sobre las cuales no exista evidencia científica, de seguridad o efectividad, o que no hayan sido reconocidas por las autoridades nacionales competentes.
3. Tecnologías en salud que se utilicen con fines educativos, instructivos o de capacitación durante el proceso de rehabilitación social o laboral.
4. Tecnologías en salud que tengan alertas de seguridad o falta de efectividad que recomienden su retiro del mercado, de acuerdo con la normatividad vigente.
5. Tecnologías en salud cuya finalidad no sea la promoción de la salud, prevención, diagnóstico, tratamiento, rehabilitación o paliación de la enfermedad.
6. Bienes y servicios que no correspondan al ámbito de la salud.[22]

## Plan de Atención Básica
También denominado Plan Nacional de Salud Pública. La Ley 100, a diferencia de la anterior legislación, contempla un cambio de visión en salud, en donde, atendiendo a la política mundial de Atención Primaria enfoca el manejo de las comunidades desde una perspectiva preventiva y se crea el Plan de Atención básica (PAB) como la política de Salud Pública que reúne un conjunto de actividades, intervenciones y procedimientos, de promoción de la salud, prevención de la enfermedad, vigilancia en salud pública y control de factores de riesgo dirigidos a la colectividad el cual se encuentra consignado mediante la resolución 4288 de noviembre de 1996. Este conjunto de actividades se realizan para toda la población de manera gratuita y no está sujeto a ningún tipo de afiliación en salud.
Las actividades de vigilancia en salud pública van encaminadas a la prevención de enfermedades de interés en salud pública como VIH, meningitis bacteriana, tuberculosis, cólera, rabia, hepatitis B, C y D, fiebre reumática, lepra y enfermedades de transmisión sexual, investigación y control de brotes, control de la calidad sanitaria del agua para el consumo humano, de los procesos de producción, transporte y expendio de alimentos para consumo humano, de los establecimientos públicos que impliquen alto riesgo sanitario y de los puertos fluviales, marítimos, aéreos y terrestres.
Acciones de prevención: vacunación según el esquema único nacional del Plan Ampliado de Inmunizaciones (PAI), control del crecimiento y desarrollo en niños y niñas menores de 10 años, fluorización, aplicación de sellantes y detartraje en población de 5 a 14 años, planificación familiar, control prenatal, parto limpio y seguro, citología cérvicouterina en mujeres de 25 a 65 años y examen físico de mama en mujeres mayores de 35 años.
Este plan, por medio el Decreto número 3039 del 10 de agosto de 2007, fue estructurado por el Ministerio de la Protección Social y actualmente se denomina Plan Nacional de Salud Pública y al Gobierno Nacional, de acuerdo con lo establecido en el Artículo 33 de la Ley 1122 de 2007, le corresponde definir cada cuatro años este Plan.
El Plan tiene la función de proveer de manera integral, las acciones de salud individuales y colectivas con la participación responsable de todos los sectores de la sociedad, que mejoren las condiciones de salud de la población, incluyendo:
1. Las prioridades, objetivos, metas y estrategias en salud, en coherencia con los indicadores de situación de salud, las políticas de salud nacionales, los tratados y convenios internacionales suscritos por el país y las políticas sociales transversales de otros sectores.
2. Define las responsabilidades en salud pública a cargo de la Nación, de las entidades territoriales, y de todos los actores del Sistema General de Seguridad Social en Salud - SGSSS, que se complementarán con las acciones de los actores de otros sectores definidas en el plan nacional de desarrollo y en los planes de desarrollo territorial.

### Objetivos
1. Mejorar el estado de salud de la población Colombiana.
2. Evitar la progresión y los desenlaces adversos de la enfermedad.
3. Enfrentar los retos del envejecimiento poblacional y la transición demográfica.
4. Disminuir las inequidades en salud de la población Colombiana.
5. Aumentar el tiempo promedio de vida de una persona.
6. Garantizar la prestación de los servicios de salud en todo el territorio colombiano.

## Regímenes del Sistema
Existen dos formas de afiliación al sistema, mediante el régimen contributivo y el régimen subsidiado.

### Régimen contributivo
El régimen contributivo es el sistema de salud mediante el que todas las personas vinculadas a través de contrato de trabajo, los servidores públicos, los pensionados y jubilados y los trabajadores independientes con capacidad de pago, hacen un aporte mensual (cotización) al sistema de salud pagando directamente a las EPS lo correspondiente según la Ley para que a su vez éstas contraten los servicios de salud con las IPS o los presten directamente a todas y cada una de las personas afiliadas y sus beneficiarios. Según la Ley 100 de 1993 todos los empleados, trabajadores independientes (con ingresos totales mensuales a un salario mínimo) y los pensionados, deben estar afiliados al Régimen Contributivo. La responsabilidad de la afiliación del empleado es del empleador y del pensionado es del Fondo de Pensiones.
El aporte a salud debe ser el 12,5% del salario base de cotización, porcentaje que asume en su totalidad los trabajadores independientes, y en caso de los empleados este asume el 4% y el empleador el 8,5%. En el caso de los jubilados, estos asumen el 100% del pago de su aporte a pensión, lo que resulta ser en una infamia, dado que sus ingresos por pensión oscilan entre la mitad y una tercera parte de sus ingresos salariales previos. Archivado el 18 de julio de 2016 en Wayback Machine.
El empleado, escoge la EPS que prefiere y se lo comunica al empleador junto con los datos de su familia. El pensionado, como viene de ser empleado, seguramente se encontrará ya afiliado a una EPS, tal y como debe hacerlo todo empleado; al pasar de empleado a pensionado su afiliación no se verá afectada. En ese caso lo que se hace es informar al Fondo de Pensiones cuál es la EPS a la que este deberá entregar su cotización, que podrá ser la misma a la que venía afiliado o bien en caso de que haya decidido cambiarse. Si por alguna eventualidad al momento de empezar a recibir la pensión no se encuentra afiliado a una EPS, para afiliarse (no importa cuál fue el motivo de su pensión), escoge la EPS que prefiera y se lo comunica al Fondo de Pensiones al que se encuentre afiliado junto con los datos de su familia así el Fondo lo afilia y el pensionado y su familia adquieren el derecho a recibir los beneficios del Plan Obligatorio de Salud (POS) y el respectivo carné. Los Fondos de Pensiones están obligados a afiliar a los pensionados y a sus familias y son responsables de pagar el valor de la cotización mensual a las EPS que los pensionados escojan..

#### Beneficios en el régimen contributivo
Al afiliarse al régimen contributivo el afiliado (solo el cotizante tiene derecho a prestaciones económicas) y sus beneficiarios tienen derecho a recibir:
- Los beneficios del Plan Obligatorio de Salud
- Un subsidio en dinero en caso de incapacidad por enfermedad.
- Un subsidio en dinero en caso de licencia de maternidad.

### Régimen subsidiado
En este régimen el Estado subsidia (gratuito) la afiliación a la población  es la que corresponde al Sisbén, los cuales se financian con dos recursos fundamentales: las transferencias de la nación a los departamentos y municipios y el Fondo de Solidaridad y Garantía, FOSYGA, que a su vez se nutre con una contribución uno punto cinco puntos (1.5) de la cotización de los regímenes especiales y de excepción y hasta uno punto cinco (1.5) puntos de la cotización de los afiliados al Régimen Contributivo, y de aportes de la nación.

#### Beneficios en el régimen subsidiado
Al afiliarse al régimen subsidiado el usuario tiene derecho a recibir:
- Los beneficios del POS que a partir del 1 de julio de 2012 son los mismos que en el Régimen Contributivo. (Ver: Unificación del POS del régimen subsidiado con el del régimen contributivo
- Exención de copagos si está clasificado en el nivel I del Sisbén.

## Población Vinculada
Se encuentran bajo la denominación de vinculados o población de bajos recursos, no asegurada PPNA aquellas personas que no tienen afiliación alguna al Sistema de Salud en alguno de los dos regímenes subsidiado o contributivo, estas personas pueden o no estar identificadas por el Sisbén y su atención médica se realiza a través de contratos de prestación de servicios entre los entes territoriales y las Empresas Sociales del Estado E.S.E. que pueden ser de baja, mediana y alta complejidad.

## Principios del SGSSI
De acuerdo a la ley 100 de 1993, los principios del Sistema de Seguridad Social Integral están relacionados en el artículo 2, así:

Artículo 2 Principios: El servicio público esencial de seguridad social se prestará con sujeción a los principios de eficiencia, universalidad, solidaridad, integralidad, unidad y participación.
- Eficencia: Es la mejor utilización social y económica de los recursos administrativos, técnicos y financieros disponibles para que los beneficios a que da derecho la seguridad social sean prestados en forma adecuada, oportuna y suficiente;
- Universalidad: Es la garantía de la protección para todas las personas, sin ninguna discriminación, en todas las etapas de la vida;
- Solidaridad: Es la práctica de la mutua ayuda entre las personas, las generaciones, los sectores económicos. las regiones y las comunidades bajo el principio del más fuerte hacia el más débil. Es deber del Estado garantizar la solidaridad en el régimen de Seguridad Social mediante su participación, control y dirección del mismo. Los recursos provenientes del erario público en el Sistema de Seguridad se aplicarán siempre a los grupos de población más vulnerables;
- Integralidad: Es la cobertura de todas las contingencias que afectan la salud, la capacidad económica y en general las condiciones de vida de toda la población. Para este efecto cada quien contribuirá según su capacidad y recibirá lo necesario para atender sus contingencias amparadas por esta Ley.
- Unidad: Es la articulación de políticas, instituciones, regímenes, procedimientos y prestaciones para alcanzar los fines de la seguridad social, y
- Participación: Es la intervención de la comunidad a través de los beneficiarios de la seguridad social en la organización, control, gestión y fiscalización de las instituciones y del sistema en su conjunto.

Parrafo. La seguridad social se desarrollará en forma progresiva, con el objeto de amparar a la población y la calidad de vida.

### Sisbén
El Sistema de Identificación de Potenciales beneficiarios de Programas Sociales (Sisbén) es una herramienta que clasifica a los individuos de acuerdo con su estándar de vida y permite la selección técnica, objetiva, uniforme y equitativa de beneficiarios de los programas sociales que maneja el Estado, de acuerdo con su condición socioeconómica particular.
Si una persona ha sido identificada como potencial beneficiario de los programas sociales, es decir que el nivel está entre 1 y 3, podrá acceder a los subsidios que otorga el Estado a través de los diferentes programas, de acuerdo con la reglamentación de cada uno de ellos como:
- Salud: mediante la afiliación al régimen subsidiado (gratuito) por medio de una EPS.
- Más familias en acción.
- Jóvenes en acción.
- Adulto mayor.
- Descuento en la libreta militar.

## Regímenes de excepción
Son los definidos por la Ley 100 de 1993: régimen de seguridad social de las fuerzas militares y de la policía, de los afiliados al Fondo Nacional de prestaciones Sociales del magisterio, de servidores públicos de Ecopetrol así como los servidores públicos de universidades públicas, todos los cuales tiene sus propios regímenes de seguridad social en salud y pensiones que solo participan en el Sistema General mediante aportes de recursos a la subcuenta de solidaridad del Adres.

## Críticas y dificultades del Sistema
La intermediación y gestión por parte de las EPS es motivo de críticas y denuncias permanentes, que las califican de costosas, ineficientes y de constituir en barrera de acceso entre el usuario y los médicos o los hospitales.

Algunas EPS han presentado insuficiencias e ineficiencias en la red de operaciones y servicio, entre las que se incluyen casos de corrupción y el rechazo de algunos pacientes por no cumplir requisitos financieros o administrativos básicos, obligándolos a acudir a otros centros de atención y a veces a sufrir sucesivos rechazos que pueden culminar con el fallecimiento de la persona sin recibir la atención necesaria, lo que se le llama popularmente en Colombia como el "paseo de la muerte".
El plan de beneficios, sobre todo el definido hasta el 2009, era confuso, impreciso y con limitaciones que han causado que los usuarios tengan que acudir ante los estrados judiciales para demandar por medio de tutelas su derecho a la salud y el acceso a los servicios de salud, lo cual ha causado congestión en estas instancias, obligando a la Corte Constitucional a expedir un fallo(Sentencia T-760 de julio de 2008) conminando al gobierno a solucionar los problemas del sistema.
En un análisis publicado en el 2009, titulado "Diez años de la expansión del aseguramiento en salud en Colombia"  financiado por el Banco Interamericano de Desarrollo - BID, los expertos que lo hicieron concluyen que:

"La composición del financiamiento en Colombia se asemeja actualmente a la de los países integrantes de la Organización para la Cooperación y el Desarrollo Económico (OCDE); el gasto público, que incluye seguridad social, representa más del 80% del gasto total en salud, mientras que la proporción de desembolsos directos es una de las más bajas mundo.  Los resultados ratifican que, gracias a las reformas, los subsidios del gobierno con destino a la salud sean el subsidio público más eficiente del país. Los subsidios también han tenido un importante efecto redistributivo. A pesar de estos importantes logros, el sistema enfrenta grandes desafíos para poder lograr una cobertura universal financieramente sostenible."

"A pesar de los resultados alentadores, queda mucho por hacer y mejorar. Diez años después de la reforma, el 15% de la población aún carece de seguro; los planes de beneficios en el régimen contributivo y en el subsidiado aún difieren. Hay deficiencias en la calidad de la atención y no todos los hospitales públicos se han modernizado. Es preciso fortalecer la función de supervisión; la sostenibilidad financiera del sistema está constantemente en riesgo. Sin embargo, el sistema de salud colombiano experimentó cambios radicales que han redundado en beneficio de la salud de la población del país."

En 2011 el gobierno denuncia fraudes en el Sistema relacionados con pagos por prestaciones de servicios no cubiertos en el POS y ordenados por fallos judiciales para ser financiados por el Fosyga y la existencia de una red de corrupción alrededor de los recobros de las EPS al Fosyga.
La facultad de Medicina de la Universidad de Antioquia se pronunció el 2012 al respecto: 

"Comencemos por mencionar que el problema del sistema no es de plata, aunque frecuentemente se presente de esa manera y a pesar de la disminución del esfuerzo fiscal del país en los últimos 10 años para financiar la salud. El gasto total en salud se ha incrementado de forma importante desde la entrada en vigencia de la Ley 100, se pasó de $9,49 billones en 1993 a un aproximado de $32 billones en 2011, según cifras del Ministerio de Salud, o de $40 billones, si se consultan fuentes independientes. Además, si se analizan las ganancias de las EPS, queda en evidencia que los recursos del sistema de salud son suficientes incluso para asegurar importantes tasas de ganancia a los accionistas de las EPS. Un caso que permite describir este negocio, es el de SaludCoop. El Periódico El Tiempo bien describe como SaludCoop que arrancó con un patrimonio de $2.500 millones, hoy tiene un patrimonio equivalente a 170 veces el inicial. Tiene inversiones en más de cinco países, participa en 24 sociedades comerciales, tiene seis organismos cooperativos, dos corporaciones, una fundación, y es la primera en número de afiliados. Esta empresa que inició operaciones en los 90, en 1998 estaba inaugurando la primera clínica y en el 2010, tenía 37 en todo el país. Para El Tiempo: “El crecimiento descomunal que logró la EPS Saludcoop en 17 años ha sido calificado por algunos como un verdadero milagro económico y por otros -especialmente por organismos de control-, como un sospechoso negocio. Lo que es claro es que los frecuentes escándalos de corrupción protagonizados por la EPS ponen de manifiesto que han existido hasta confabulaciones de las EPS agrupadas en ACEMI para negar sistemáticamente servicios contenidos en el POS, denuncia hecha en el Senado de la República producto de las investigaciones en las actas y correos electrónicos entre los directivos de las EPS.
En la Fiscalía están en curso numerosos procesos por delitos contra la salud pública, peculado por apropiación, enriquecimiento ilícito y celebración indebida de contratos en el sistema de salud.  En la procuraduría se adelanta varias investigaciones a EPS debidas a incumplimiento relativos a fallos de tutela, en pagos a IPS y en conciliaciones de mesas de trabajo, además de investigaciones por omisiones en tratamientos, facturas ilícitas remitidas al fosyga, omisiones en ejecución de acciones de salud pública, falta de contratación con la red pública hospitalaria, multiafiliación deliberada y retiros unilaterales de usuarios de las EPS. Es imperativo que los excedentes del manejo de los recursos de la salud se apliquen a necesidades del sistema y no se queden como ganancias de las EPS, que existan tarifas justas del plan de beneficios para no cargar en los hospitales y clínicas, quienes real y efectivamente hacen la atención en salud, los efectos de las reglas de competencia impuestas por las EPS. Se hace necesaria una reforma integral al sistema, en lógica a los derechos fundamentales y no a la eficiencia económica puesto que en la actualidad no existen políticas públicas en salud que materialicen el goce efectivo de ésta.”

En 2013 el sistema presentó el más grande colapso debido a la corrupción y debido a la negativa de las EPS a prestar servicios reglamentarios (citas médicas, medicamentos, etc.), y negar también el pago a hospitales públicos y privados a pesar de las demandas y tutelas. Según los analistas, las EPS deben a los hospitales alrededor de 38 billones de pesos.
El gobierno del presidente Juan Manuel Santos propuso nueva ley para reglamentar el actual sistema de salud debido al colapso. No obstante, dicha reforma generó rechazo por parte de pacientes y médicos y no fue aprobada en el congreso.
El gobierno también presentó un proyecto de Ley de una Ley estatutaria del sector salud que sí fue aprobada por el Congreso y declarada constitucional por la Corte Constitucional, en dicha ley se legisló la salud como un derecho fundamental en el país por lo tanto el estado tiene la obligación de garantizar los servicios de salud a toda la población.
Algunos analistas atribuyen la inoperancia del sistema a la falta de recursos; otros, a la corrupción. Pero sin duda, uno de los mayores obstáculos para que los recursos lleguen a los destinatarios -que son los prestadores del servicio, llámense hospitales o clínicas- es la intermediación por parte de las EPS y las barreras administrativas puestas por estas.
Al 2017 la deuda de las EPS con Hospitales y clínicas asciende, aproximadamente, a los 10 billones de pesos, y ese dinero es requerido para seguir funcionando.